# Evropská silnice E42
Evropská silnice E42 je evropskou silnicí 1. třídy. Začíná v francouzském Dunkerku a končí v německém Aschaffenburgu. Celá trasa měří 680 kilometrů.

## Trasa
- Francie
  - Dunkerk – Lille

- Belgie
  - Mons – Charleroi – Lutych – Sankt Vith

- Německo
  - Wittlich – Bingen nad Rýnem – Mohuč – Frankfurt nad Mohanem – Aschaffenburg

## Galerie

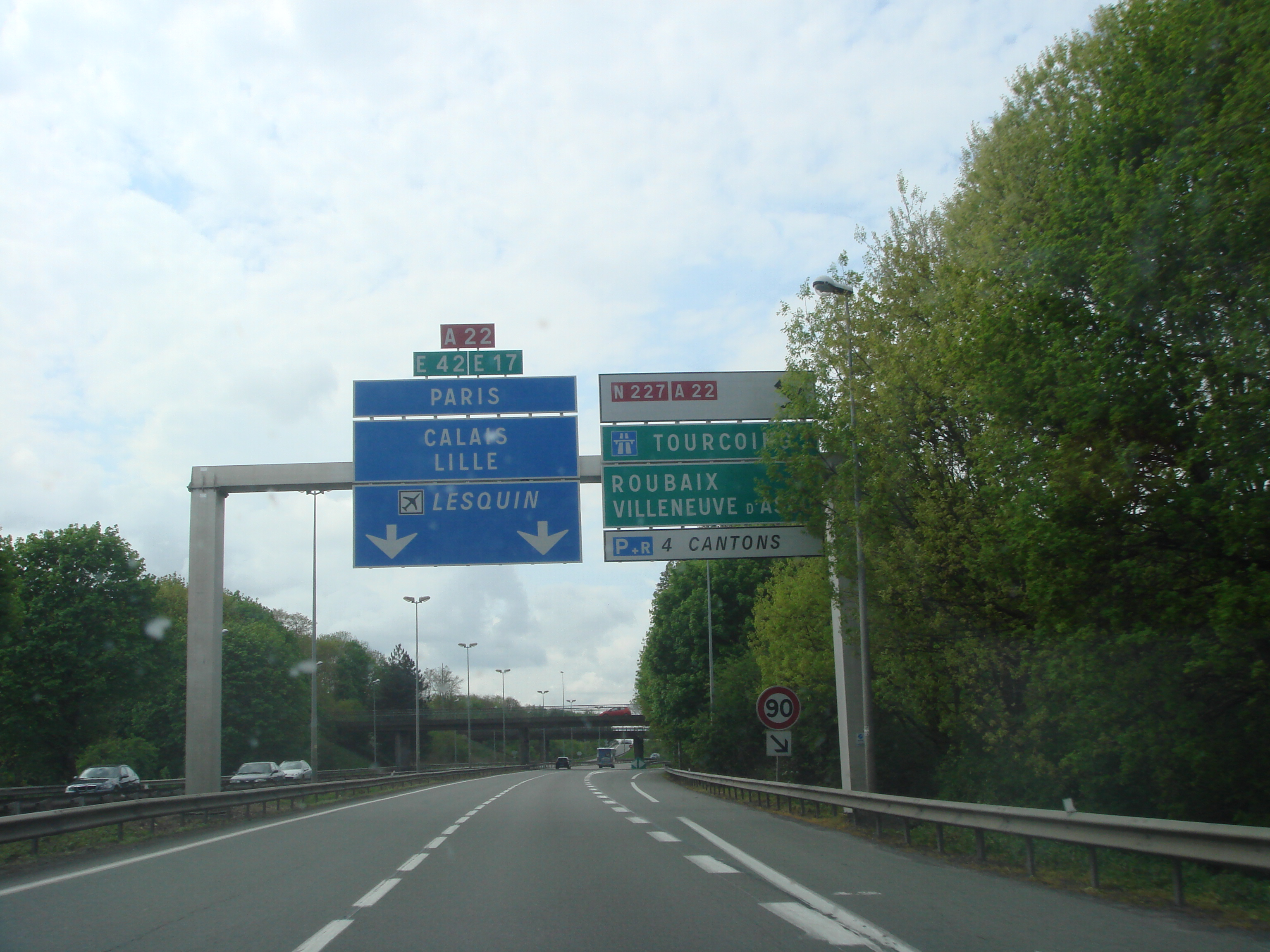
E42 ve Francii
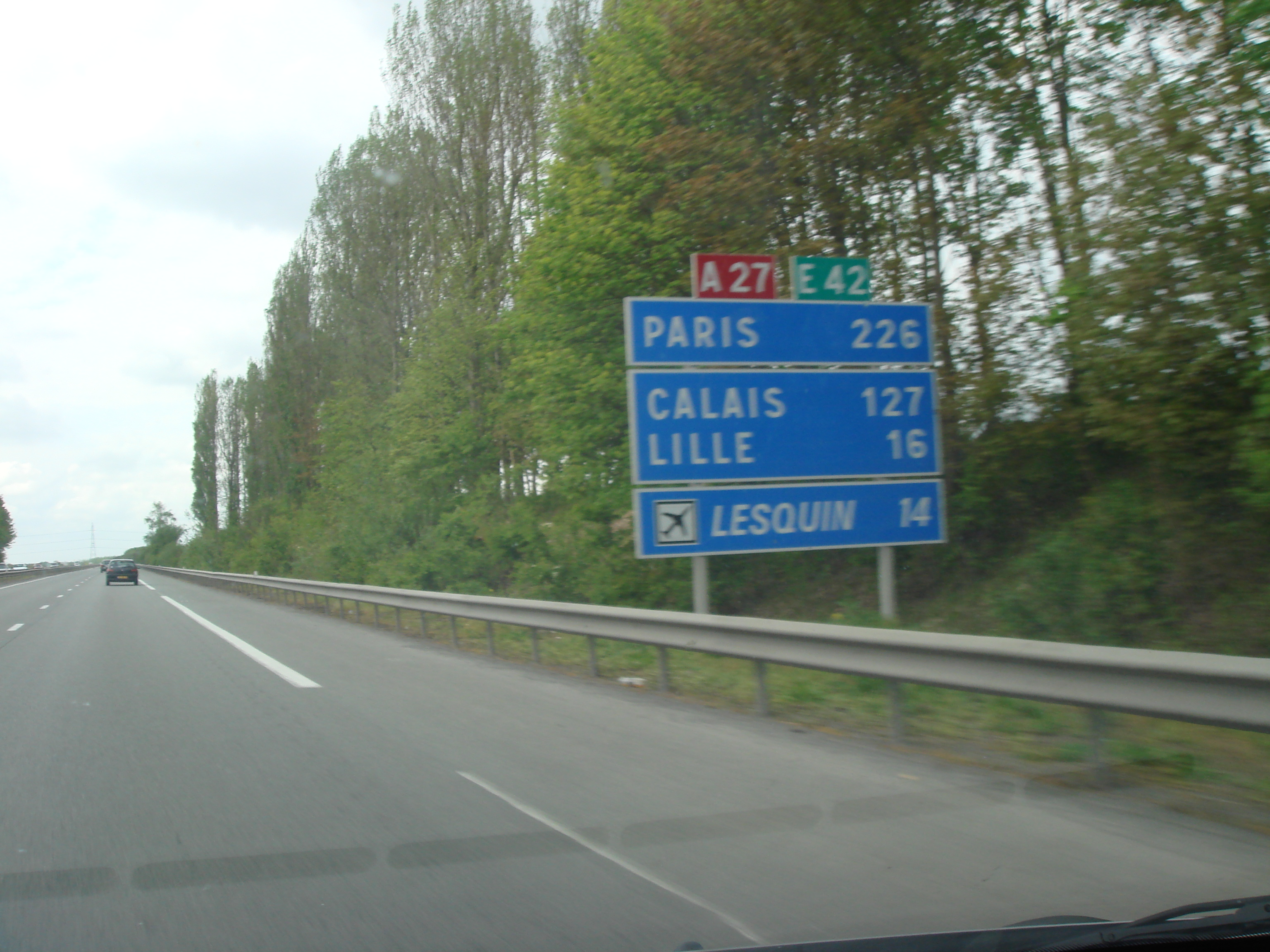
E42 jako francouzská dálnice A27
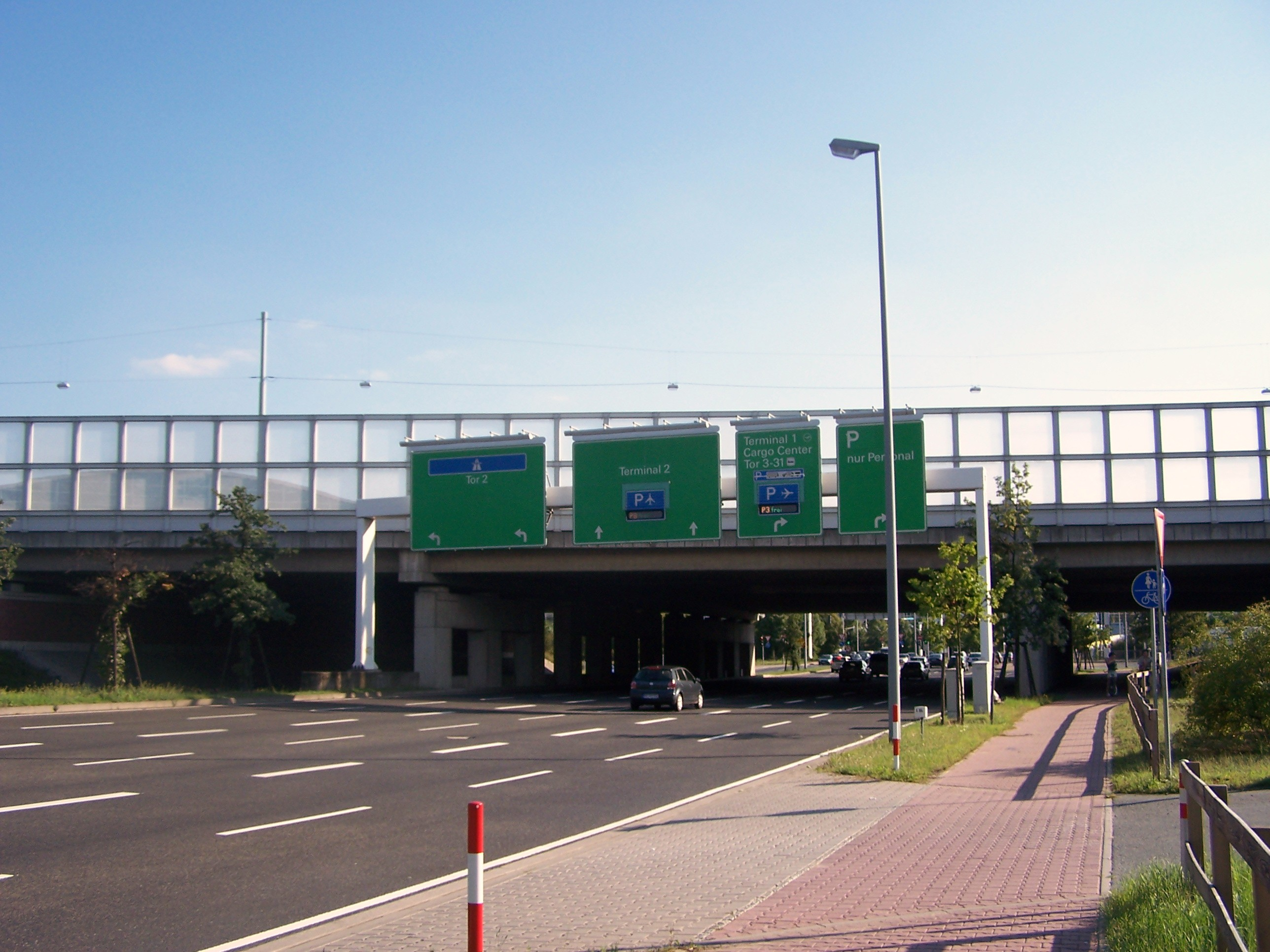
E42 v Německu
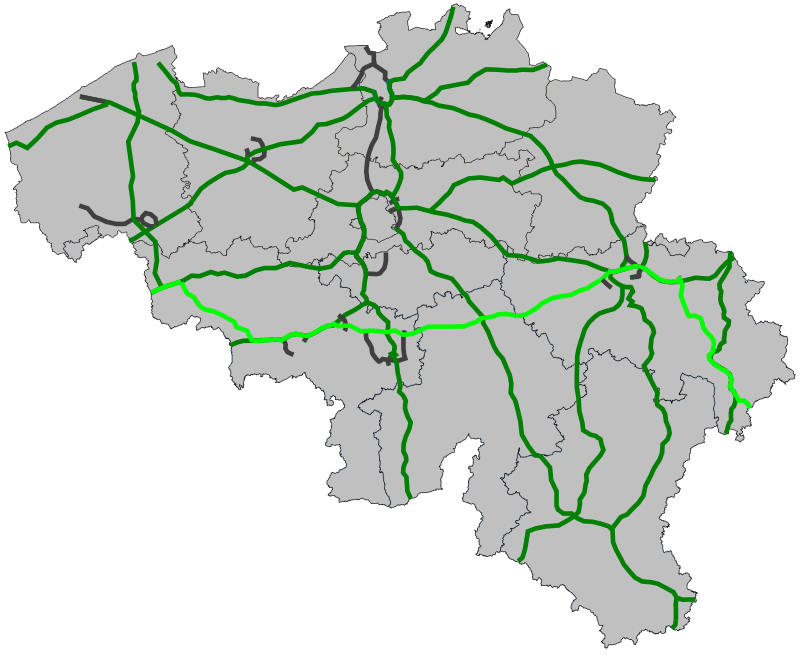
E42 na území Belgie
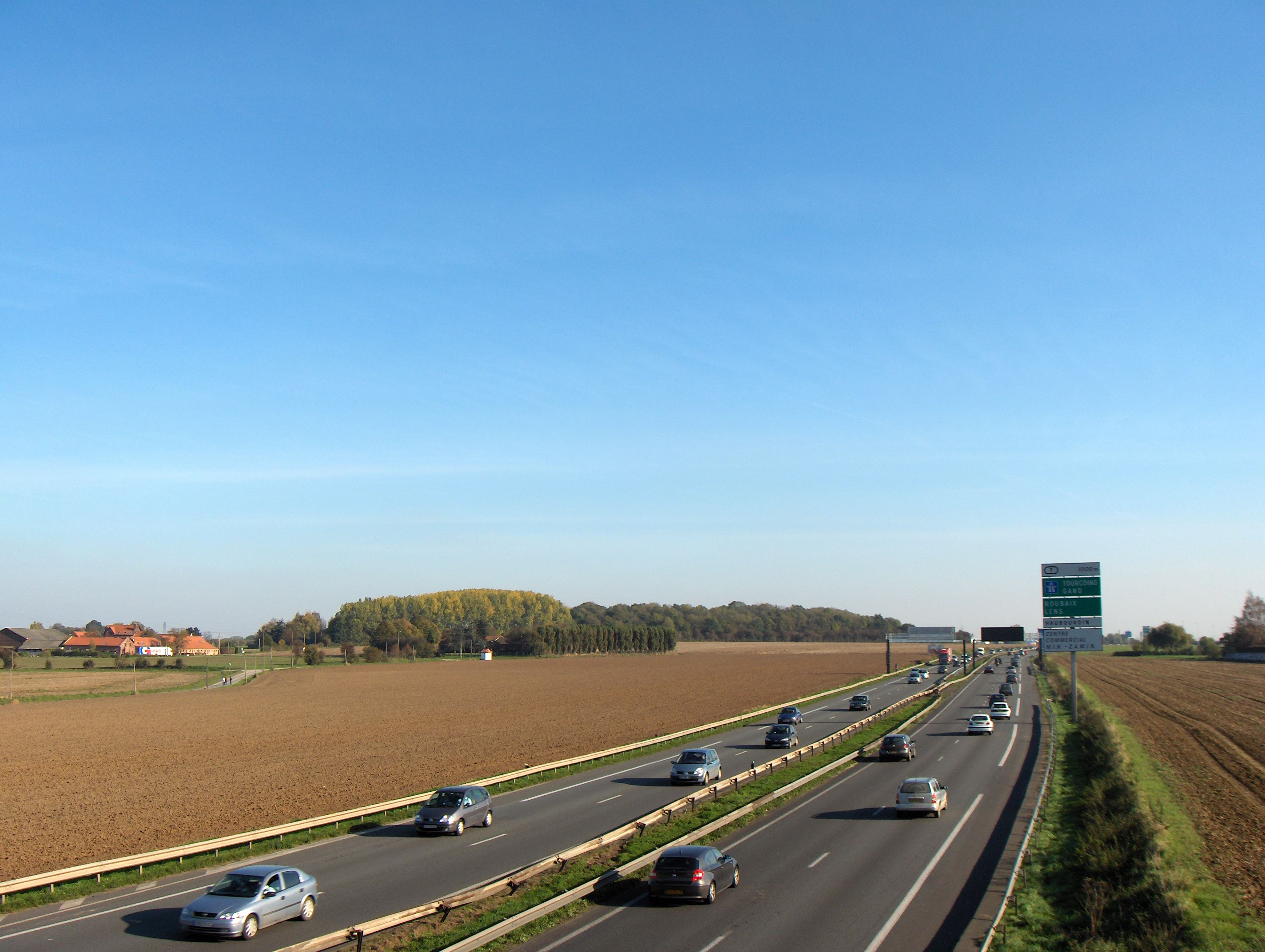
E42 jako francouzská dálnice A25
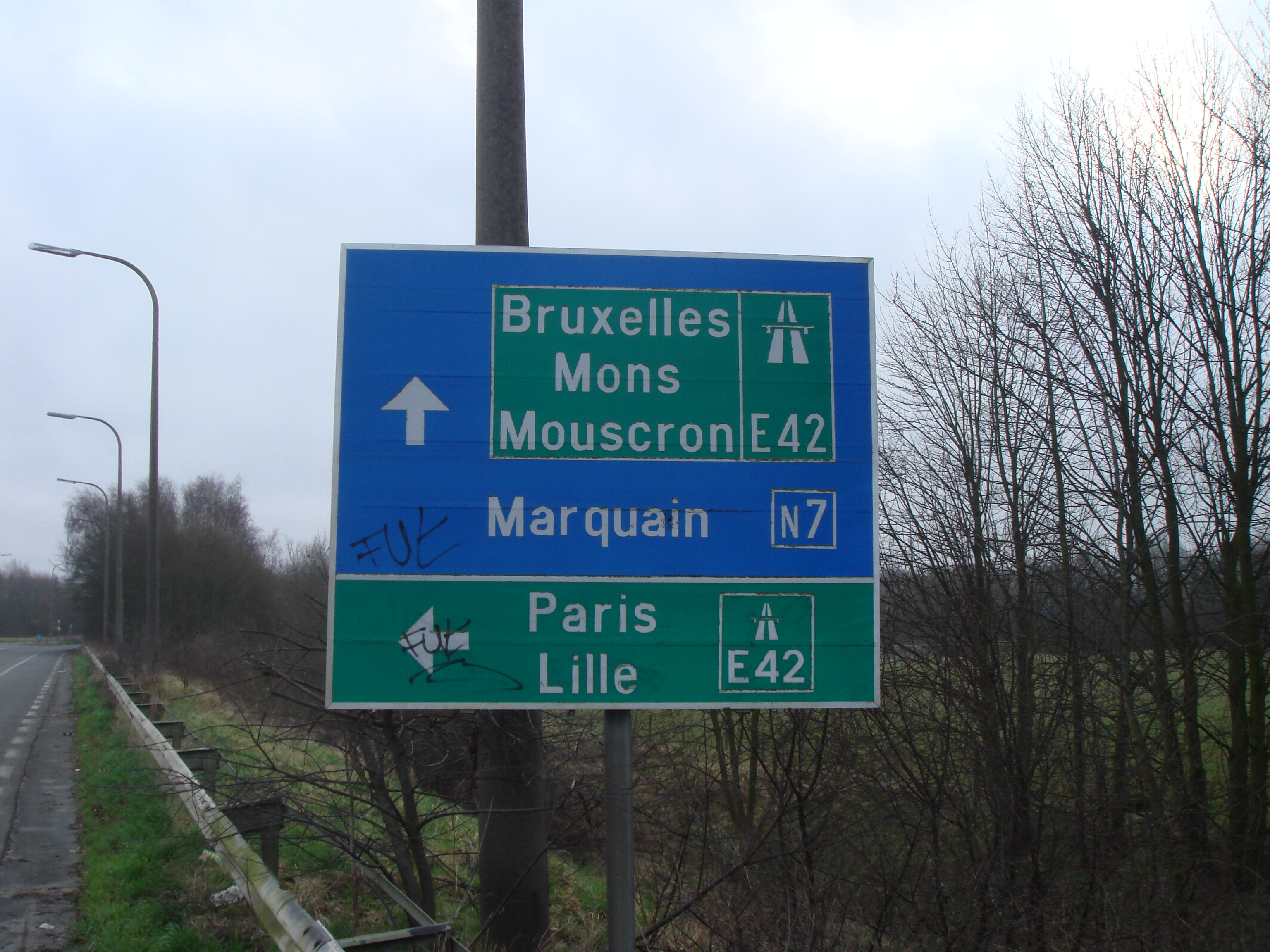
E42 v Belgii